# Méline (prénom)
Pour les articles homonymes, voir Méline.
Méline est un prénom féminin. « Méline » signifie « abeille/ miel » en grec.[réf. nécessaire]
Ce prénom était resté rare et presque exclusivement en Grèce. Lorsque la notoriété internationale de l'actrice grecque Melina Mercouri (1925-1994) le fit connaître dans le monde entier, il se répand dans de nombreux pays, dont la France.
L'attribution de ce prénom connait une forte augmentation[réf. nécessaire] au début du XXIe siècle.

## Variantes
Orthographe voisine : Mélyne, Mayline
- Mélina
- Ameline, Émeline.
- Ressemblance avec Mélanie, dont le prénom est presque une anagramme.
- Mélinée prénom arménien

## Les Méline célèbres

### Littérature
- Recueil de poésies : Amours de Méline de Jean-Antoine de Baïf (1532 - 1589)
- Conte : Demoiselle Méline, la princesse, autre intitulé de Demoiselle Maleen, des frères Grimm
- Histoire physique civile et morale de Paris de Jacques-Antoine Dulaure (Méline la Henrione)

### Mythologie
- Une des cinquante filles de Thespios

Héraclès signe son premier exploit en tuant le terrible lion de Cithéron. Thespios décide de loger le héros pendant cette traque et de mettre chaque soir une de ses filles dans son lit sans que ce dernier ne s'aperçoive de la supercherie.
De ces unions naquirent les cinquante Thespiades, futurs colonisateurs de la Sardaigne. Le fils de Méline se nomme Laomedon.
De cet épisode, Gustave Moreau peindra Les filles de Thespius en 1853.